# Разяпов, Ильфат Султанович
Ильфат Султанович Разяпов (род. 23 ноября 1975, пос. Имендяшево, Гафурийский район, Башкортостан, СССР) — российский боксёр-любитель, Заслуженный мастер спорта РФ (2000). Отличник физической культуры и спорта России (2005). Победитель первенства России (1993), финалист первенства Европы (1993), серебряный призёр чемпионата мира  и чемпионата Европы 1997 и 1998 годов годов соответственно, четырёхкратный чемпион России (1996—1999). Победитель международных турниров в Чехии, Греции, Венгрии, Финляндии. Победитель матча США — Россия. Участник Олимпийских игр 2000 года в Сиднее.